# Isekai Quartet
Isekai Quartet (яп. 異世界かるてっと, Ісекай Карутетто, «Квартет Потраплянців») — аніме-серіал режисера Мінору Асіна, знятий на студії Studio Puyukai, транслювався на різних телеканалах Японії з 9 квітня 2019 року. Мультфільм є кросовером чотирьох ранобе жанру ісекай, що виходять у видавництві Kadokawa Shoten — Re:Zero kara Hajimeru Isekai Seikatsu, Військова історія маленької дівчинки, Overlord та KonoSuba. Персонажі оригінальних творів представлені в тібі-стилістиці.
Вперше про майбутній випуск роботи було анонсовано 6 жовтня 2018 року, також повідомлялося, що дизайн персонажів і керівництво мультиплікацією довірені Мінору Такехарі. Музичний супровід написав композитор Рука Кавада. Персонажів озвучили сейю аніме-адаптацій оригінальних творів. Вступну пісню «Isekai Quartet» виконали Сатоші Хіно, Юсуке Кобаяші, Аой Юкі та Дзюн Фукушима, закриваючу «Isekai Girls Talk» — Сора Амамія, Ріо Такахасі, Юмі Хара і Аой Юкі.